# Марко Петковић
Марко Петковић (Сремска Митровица, 3. септембар 1992) српски је фудбалер, који игра на позицији одбрамбеног играча.

## Клупска каријера
Након што је прошао све омладинске селекције ОФК Београда, дебитовао је за први тим "романтичара" са Карабурме у сезони 2010/11. У плаво-белом дресу се потпуно афирмисао, задужио капитенску траку и заслужио позив у младу репрезентацију Србије.
Крајем августа 2013. потписао је уговор са Црвеном звездом. Са "црвено-белима" је освојио две титуле првака Србије.
У лето 2017. године потписао је двогодишњи уговор са Спартаком из Москве. У сезони 2017/18. наступио је седам пута у Премијер лиги Русије као и два пута у Лиги шампиона. У првом делу сезоне 2018/19. је забележио још пет првенствених наступа, да би у јануару 2019. године, шест месеци пре истека уговора, Спартак раскинуо уговор са Петковићем.
Након годину дана без клуба, Петковић је у јануару 2020. потписао уговор са португалским прволигашем Тонделом. У септембру исте године се вратио у српски фудбал и потписао уговор са екипом ТСЦ из Бачке Тополе. Наредних годину и по дана је носио дрес ТСЦ-а да би у јануару 2022. потписао за мађарског прволигаша Хонвед. Следећи ангажман је имао у Грчкој где је наступао за тамошњег друголигаша Егалео. У јануару 2024. потписао је за Раднички из Ниша.

## Репрезентација
Био је капитен младе репрезентације Србије која је направила сјајан успех пласманом на Европско првенство 2015. године у Чешкој. Због повреде коју је зарадио у баражу за Европско првенство против Шпаније (0:0) у Јагодини паузирао је пет месеци.
За сениорску репрезентацију Србије је дебитовао 13. новембра 2015. на пријатељској утакмици против Чешке (1:4) у Острави.

## Трофеји
Црвена звезда
- Суперлига Србије (2) : 2013/14, 2015/16.

Спартак Москва
- Суперкуп Русије (1) : 2017.